# Kreuzkampf

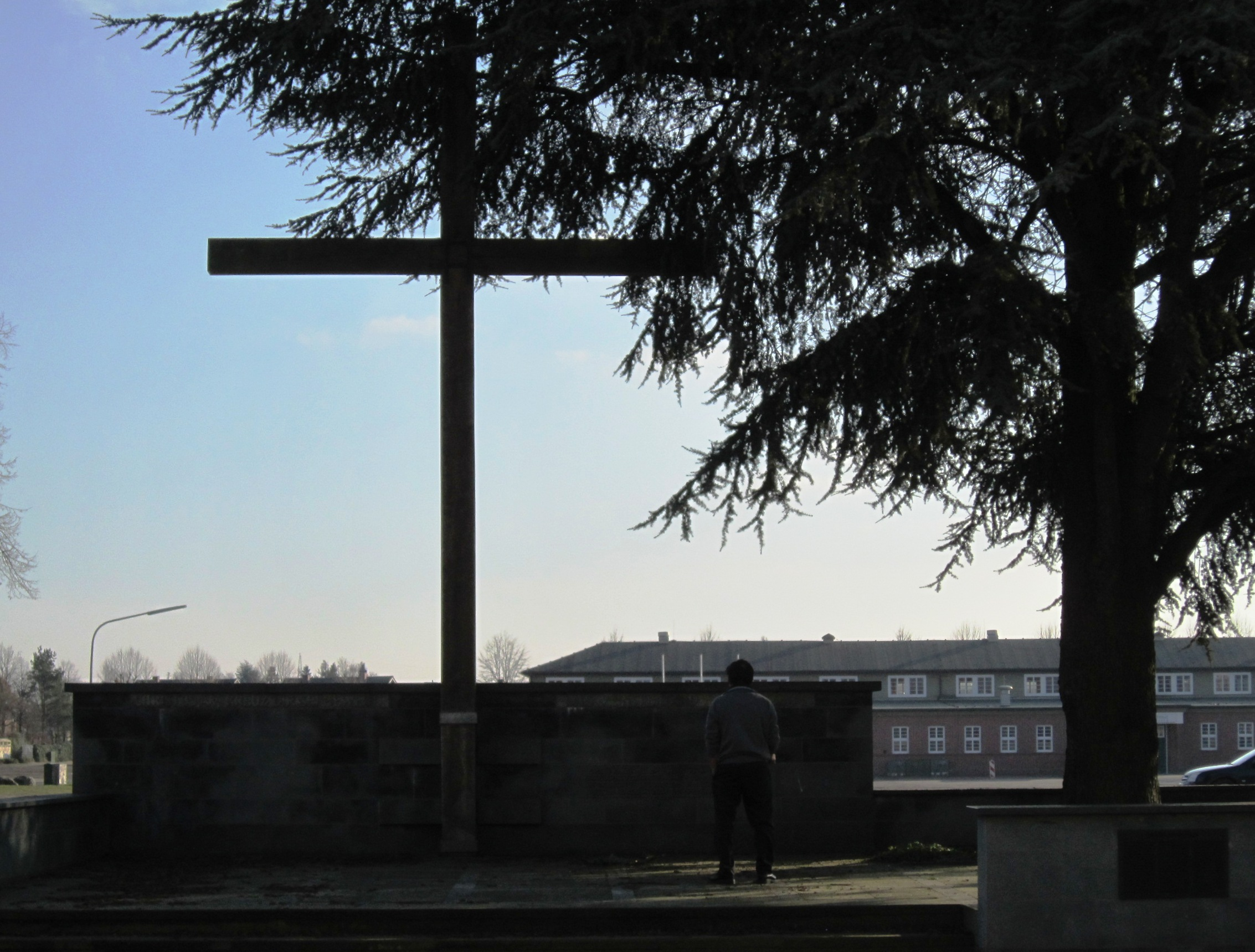
Kreuzkampf-Mahnmal am Markt in Cloppenburg

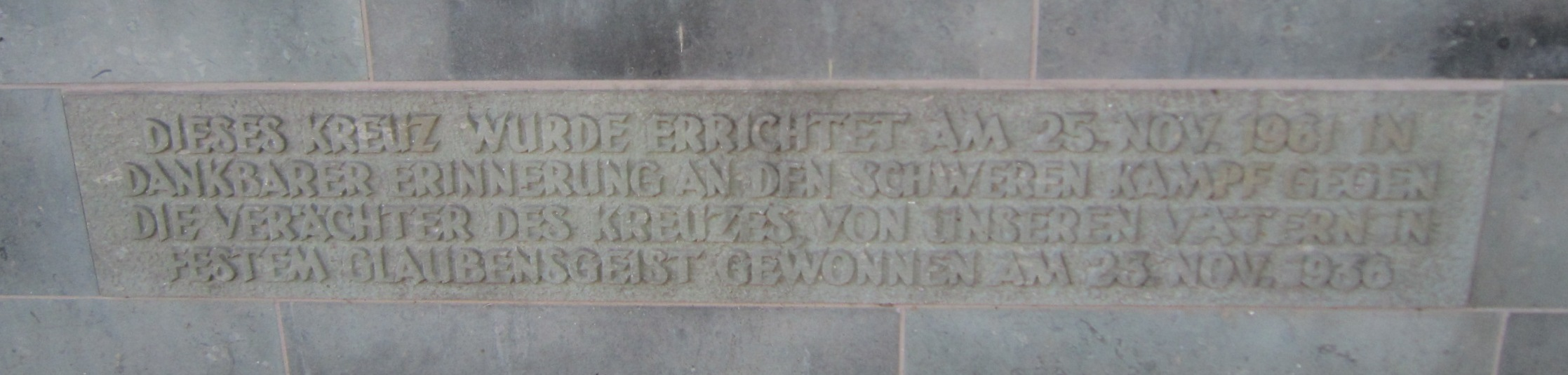
Inschrift am Cloppenburger Mahnmal

Der Kreuzkampf fand 1936 im Oldenburger Münsterland statt und war ein öffentlicher Protest gegen eine Maßnahme des Nationalsozialismus im Dritten Reich. Ähnliche Aktionen gab es 1941 auch in Bayern.

## Ereignisse
Ende 1936 gab der oldenburgische Minister für Kirchen und Schulen, Julius Pauly (NSDAP), die auch Kreuzerlass genannte Weisung heraus, welche besagte, dass aus allen staatlichen Gebäuden und damit auch aus den katholischen Konfessionsschulen religiöse Zeichen wie Statuen, Bilder und vor allem Kreuze zu entfernen seien. Auch in neuen Gebäuden sollten keine religiösen Symbole mehr angebracht werden. Anlass dieser Weisung war die kirchliche Weihe einer neuen Schule am 25. Oktober in Bösel durch Pfarrer Franz Sommer, einem entschiedenen Gegner des Nationalsozialismus, die einen Tag nach der staatlichen Einweihung der Schule stattfand. Bei dieser Weihe ließ Pfarrer Sommer sechs Kruzifixe in den Klassenzimmern aufhängen.
Der Erlass hatte folgenden Wortlaut:

„Sämtliche öffentlichen Gebäude des Staates, der Gemeinden und Gemeindeverbände gehören dem ganzen Volke ohne Rücksicht auf das religiöse Glaubensbekenntnis der einzelnen Volksgenossen. Es ist daher nicht zulässig, daß öffentliche Gebäude kirchlich eingeweiht oder eingesegnet werden. Aus gegebener Veranlassung wird darauf besonders hingewiesen.
Öffentliche Verwaltungsgebäude des Staates sind von alterher mit konfessionellen Zeichen – z. B. Kruzifix oder Lutherbild – nicht ausgestattet worden. Dies entspricht auch schon deshalb einem sachlichen Bedürfnis, weil der Staat das ganze deutsche Volk umfaßt. Für alle öffentlichen Gebäude müssen die gleichen Gesichtspunkte maßgebend sein. Schulgebäude des Staates, der Gemeinden und Gemeindeverbände sind nicht anders zu behandeln. Auch die Volksschulgebäude machen davon keine Ausnahme, denn sie gehören der Gesamtheit und nicht irgendeiner bestimmten Glaubensrichtung.
Demgemäß ordnen wir an, daß künftig in Gebäuden des Staates, der Gemeinden und Gemeindeverbände kirchliche oder andere religiöse Zeichen oben erwähnten oder ähnlichen Charakters nicht mehr angebracht werden dürfen. Die bereits vorhandenen sind zu entfernen. Über das Veranlaßte ist bis zum 15. Dezember d.J. zu berichten.
gez. Dr. Pauly“

Dies erregte die Bevölkerung des katholisch geprägten Oldenburger Münsterlands. So versammelten sich am 18. November 1936 in der Kirche St. Maria, Mutter der Sieben Schmerzen zu Bethen, einem Wallfahrtsort vor den Toren Cloppenburgs, trotz strömenden Regens rund 2000 ehemalige Frontsoldaten und etwa 1000 weitere Pilger. Es waren hauptsächlich Wallfahrer aus dem Oldenburger Münsterland, aber auch aus dem Emsland, aus Wilhelmshaven, Bremen und Oldenburg gekommen. Die Stimmung war hochexplosiv.
Kaplan Franz Uptmoor, ein im Ersten Weltkrieg ausgezeichneter Frontkämpfer, hielt eine kämpferische Predigt. Er rief zum Kampf um das Kreuz in den Schulen auf. Die Anwesenden reagierten mit stürmischem Beifall und fuhren entschlossen in ihre Gemeinden zurück. Hier wurden sie durch kämpferische Predigten einer Priestergruppe weiter ermutigt.
Es bildete sich eine Widerstandsgruppe, die ihre Texte per Kurier an die einzelnen Pfarreien verschickte. Protestschreiben an die Regierung wurden verfasst, und drei Tage nach einer Kriegerwallfahrt fuhr die erste Abordnung nach Oldenburg, um sich bei Minister Pauly persönlich zu beschweren. Weitere Delegationen folgten, und am 25. November standen sie mit 75 Autos vor dem Ministerium.
Am Ende sah sich Carl Röver, der oldenburgische Gauleiter, gezwungen, auf einer von stürmischen Protesten begleiteten Versammlung in der Münsterlandhalle in Cloppenburg am 25. November 1936 den Erlass teilweise zurückzunehmen und das Kreuz weiterhin in Schulen zu erlauben.
Doch der Teilsieg reichte den Oldenburger Münsterländern nicht: Sie forderten, dass die nationalsozialistische Erziehung und Rassenlehre aus dem Schulunterricht herausgenommen würden. Die nationalsozialistischen Machthaber wagten es zunächst nicht, gegen die Proteste und Predigten der katholischen Kirche anzugehen. Es gab weitere Proteste, ein NS-Blockwart wurde in der Münsterlandhalle verprügelt, SA-Sturm- und Truppführer wurden beschimpft und mit Steinen beworfen.
Der Bischof von Münster, Clemens August Graf von Galen, dankte den Oldenburger Katholiken mit einem Hirtenbrief und erklärte: „… möge ihre Haltung für alle Christen, weit hinaus über die Grenzen unserer Heimat, möge sie vor allem für unsere Jugend Vorbild und Beispiel sein!“
Am 30. Juni 1937 wurden sechs Männer, die am Kreuzkampf teilgenommen hatten, von der Polizei verhaftet, von denen einer in das Konzentrationslager Oranienburg gebracht wurde. Wenig später wurden fünf weitere Personen verhaftet und inhaftiert.

## Erinnerung
Am 25. November 1961 wurde am Marktplatz in Cloppenburg eine Denkmalanlage aus Sandstein mit Hochkreuz zur Erinnerung an die Protestversammlung gegen den „Kreuzerlass“ errichtet. Alle zwei Jahre findet im Wallfahrtsort Bethen zur Erinnerung an den Kreuzkampf ein „Bekenntnistag“ statt.

## Historische Einordnung
Der Kreuzkampf gehört zu den „Großen Erzählungen“ des Oldenburger Münsterlands. Er wird häufig als Beispiel für die These angeführt, dass es traditionell eine besonders belastbare Loyalität zwischen den hier lebenden Katholiken und der katholischen Kirche gebe, die dazu geführt habe, dass das Oldenburger Münsterland vor 1933 eine Hochburg der Zentrumspartei gewesen sei, und noch heute dazu führe, dass es eine Hochburg der CDU sei.
Im Juni 2010 entschuldigte Christian Wulff, damals niedersächsischer Ministerpräsident und Kandidat für das Amt des Bundespräsidenten, in einem Interview eine Äußerung der CDU-Politikerin und niedersächsischen Sozialministerin Aygül Özkan, sie sei gegen Kreuze in Klassenzimmern, mit dem Argument, man könne nicht erwarten, dass die in Hamburg aufgewachsene türkischstämmige Frau „jede Besonderheit der niedersächsischen Geschichte kennt, zum Beispiel den ‚Kreuzkampf‘ im katholischen Oldenburger Münsterland“.
Joachim Kuropka, emeritierter Professor für Geschichte an der Universität Vechta, betont, dass es beim Kreuzkampf nicht in erster Linie darum gegangen sei, christliche Symbole zu schützen, sondern darum, christliche Werthaltungen zu leben. Er weist darauf hin, dass Eltern in Goldenstedt 1938 gegen die Schließung einer katholischen Bekenntnisschule gestreikt und dass sich 1942 Bürger Cloppenburgs erfolgreich gegen die Deportation von Sinti und Roma gewehrt hätten.